# Miguelturra
Miguelturra é um município da Espanha na província de Ciudad Real, comunidade autónoma de Castilla-La Mancha, de área 117,4 km² com população de 12912 habitantes (2007) e densidade populacional de 95,80 hab/km².

## Demografia
| Variação demográfica do município entre 1991 e 2004 | Variação demográfica do município entre 1991 e 2004 | Variação demográfica do município entre 1991 e 2004 | Variação demográfica do município entre 1991 e 2004 |
| --------------------------------------------------- | --------------------------------------------------- | --------------------------------------------------- | --------------------------------------------------- |
| 1991                                                | 1996                                                | 2001                                                | 2004                                                |
| 723                                                 | 8866                                                | 10516                                               | 11344                                               |